# Teatro nacional de Pécs
El Teatro nacional de Pécs (en húngaro: Pécsi Nemzeti Színház) es el teatro principal de Pécs, en Hungría. Las obras de teatro se convirtieron en una atracción regular en la ciudad desde el comienzo del siglo XIX en alemán y en húngaro. Muy a menudo se organizaron espectáculos en salas de baile más grandes, posadas, y otros escenarios. Mientras que era continuamente planeado desde 1815 en adelante, el teatro abrió por primera vez sólo en 1840 en la calle María. Derribado en 1890, sólo una pequeña parte de la fachada de este edificio se mantuvo. El estreno tuvo lugar el 5 de octubre de 1895 con la obra Bánk bán.
El teatro se convirtió en teatro nacional entre 1949 y 1989. Después del deterioro del edificio su situación se agravó a mediados de la década de 1980, por lo que se llevó a cabo una reconstrucción de 5 años que se inició en 1986.